# Snyder Rini
Snyder Rini (født 27. juli 1948, død 5. august 2025) var en politiker på Salomonøerne. Han var statsminister i otte dage i april 2006. Rini blev første gang valgt ind i nationalforsamlingen (for Marovo-distriktet) i 1997, og blev genvalgt i 2001, 2006, 2010 og 2014. Han havde en række ministerposter, deriblandt finansminister i flere omgange og vicestatsminister fra 2001 til 2006.
Da Rini blev udpeget til statsminister 18. april 2006, førte dette til kraftige optøjer. Der blev hævdet at der havde været valgfusk, og der var endvidere påstande om at Rini var kontrolleret af kræfter i det kinesiske næringsliv. Der  blev sendt ekstra troppestyrker fra Australien, New Zealand og Fiji for at forstærke fredsstyrken RAMSI (Regional Assistance Mission to Solomon Islands (en)). 26. april valgte Rini at gå af med omgående virkning, og Manasseh Sogavare overtog som statsminister fra 4. maj.